# طناطن (جازان)
قرية طناطن أو أم الطناطن، إحدى قرى منطقة جازان وهي قرية سكنية تابعة لبلدية محافظة صبيا جنوب غرب المملكة العربية السعودية، تبعد 32 كم باتجاه الشمال الشرقي من مدينة صبيا.

## الموقع
تطل طناطن على أحد فروع وادي بيش الذي يمر من الجهة الجنوبية للقرية، وتبعد حوالي 70 كيلومترا بالاتجاه الشمالي الشرقي من مدينة جازان، عند خط طول 42 درجة وخط العرض 17 درجة.

## انظر ايضاً
- مشلحة
- هيجة
- جر جبريل
- جر مسعود

## وصلات خارجية
- بيانات المجلس البلدي من الأمانة العامة لشؤون المجالس البلدية.
- حصر الخدمات بالمدن والقرى بمنطقة جازان. نسخة محفوظة 25 يناير 2020 على موقع واي باك مشين.
- دليل الخدمات بمنطقة جازان.
- مصلحة الإحصاءات العامة والمعلومات.